# Murnau am Staffelsee

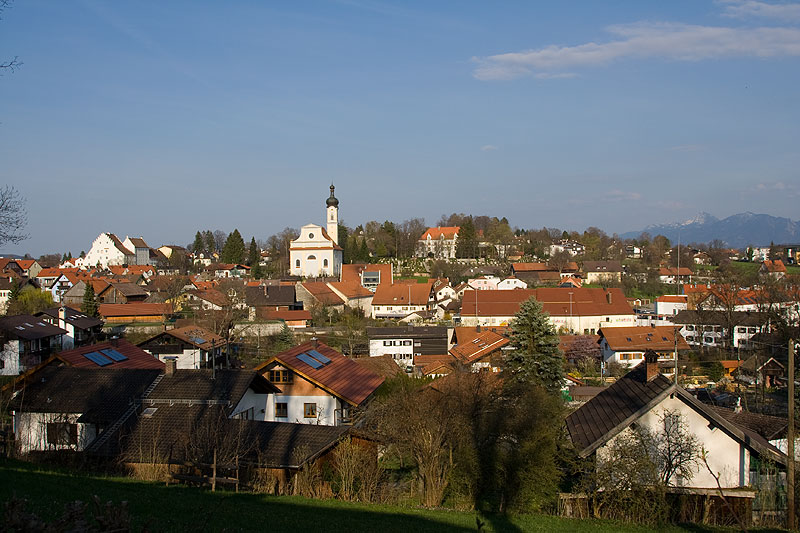
Murnau am Staffelsee
(panoramă)

Murnau am Staffelsee este o comună-târg din districtul  Garmisch-Partenkirchen, regiunea administrativă Bavaria Superioară, landul Bavaria, Germania.